# Typ 1 Ho-Ha
Typ 1 Ho-Ha – japoński transporter opancerzony z okresu II wojny światowej.
Transportery Ho-Ha były produkowane od 1943 roku przez zakłady Hino. Były to pojazdy półgąsienicowe. W przedniej części pojazdu znajdowała się oś z dwoma kołami skrętnymi, w tylnej części układ gąsienicowy składający się z czterech kół jezdnych, koła napędowego i napinającego oraz rolki podtrzymującej gąsienicę. Koła jezdne podobnie jak w innych pojazdach japońskich z tego okresu były zblokowane w dwukołowe wózki i amortyzowane przy pomocy poziomych resorów spiralnych. Pojazd napędzany był sześciocylindrowym, rzędowym, silnikiem wysokoprężnym Hino DB 52. Przedział załogowy był odkryty, z każdego boku kadłuba znajdowały się pojedyncze drzwi.